# Rainha de Portugal
Die Rainha de Portugal (deutsch Königin von Portugal) war ein 80-Kanonen-Linienschiff der portugiesischen Marine, das von 1791 bis 1848 in Dienst stand.

## Geschichte

### Bau
Die Rainha de Portugal wurde von Schiffbaumeister Torcato José Clavina entworfen und im Marinearsenal von Lissabon gebaut. Dort lief sie am 28. September 1791 vom Stapel.

### Einsatzgeschichte
Ab März 1793 war die Rainha de Portugal Teil des Geschwaders aus sechs Linienschiffen, zwei Fregatten und drei Briggs unter der Führung von José Sanches de Brito, das die portugiesische Marine zur Unterstützung der britischen Kanalflotte entsandte. Die Rainha de Portugal stand unter dem Kommando von António Januáris do Vale und war das Führungsschiff der zweiten Gruppe. Das Geschwader kehrte am 19. September 1793 nach Lissabon zurück. Auch im Folgejahr beteiligte sie sich wieder an Unterstützungsaufgaben für die Royal Navy.

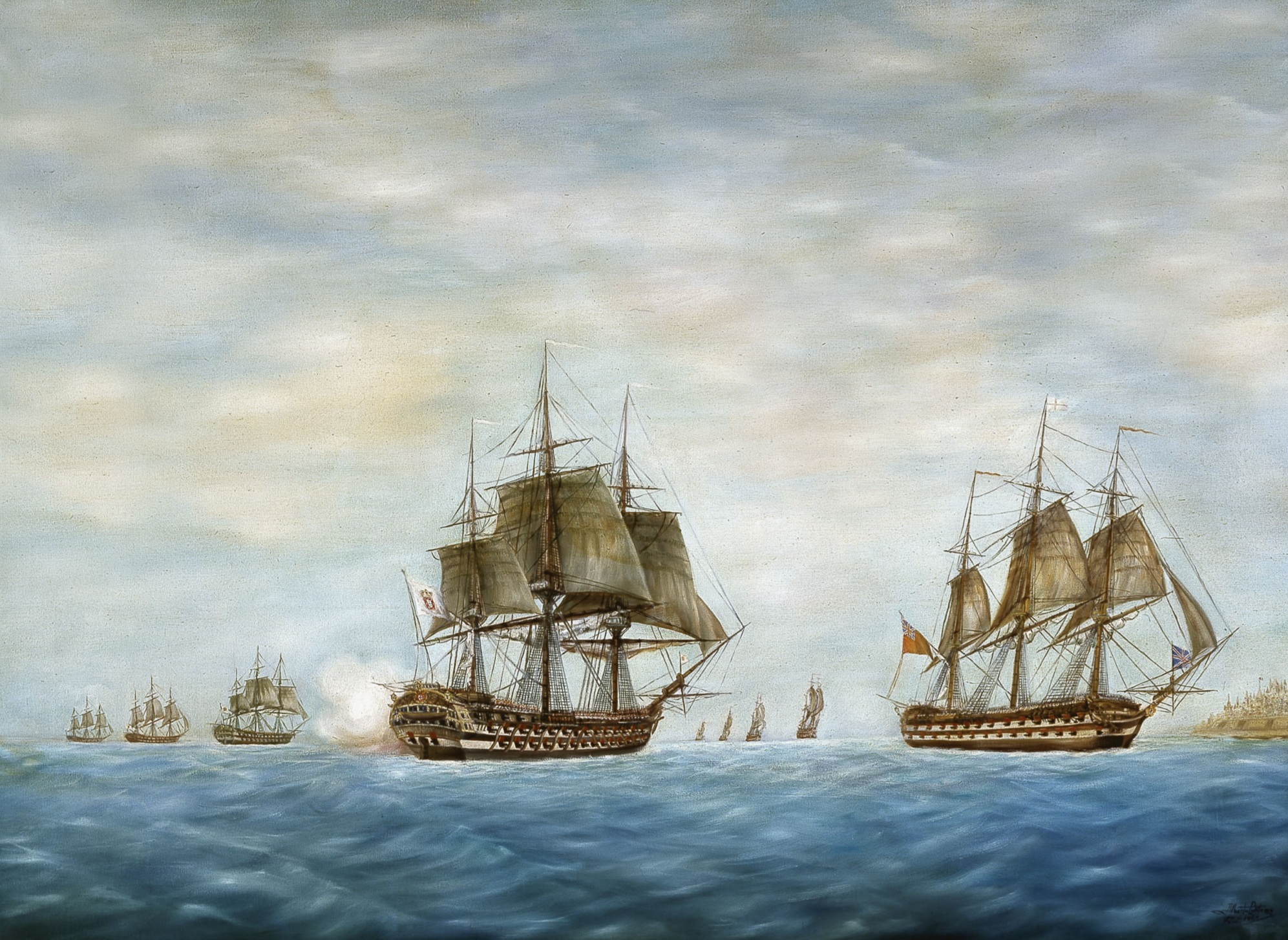
Die Rainha de Portugal während der Blockade von Malta 1798

Im Mai 1798 gehörte die Rainha de Portugal zu einem portugiesischen Geschwader aus vier Linienschiffen, einer Fregatte und einer Brigg unter dem Kommando des Marques de Nisa Domingos Xavier de Lima, das die britischen Marinestreitkräfte im Mittelmeer, welche unter dem Kommando von Konteradmiral Horatio Nelson standen, unterstützen sollte. Sie nahm an der Verfolgung der französischen Flotte vor der Seeschlacht bei Abukir teil und blockierte ab 21. September Malta. Die Rainha de Portugal beteiligte sich an der Evakuierung von Neapel und brachte zwei Töchter von Ludwig XV., die Prinzessinnen Adélaide und Victoria, von Brindisi nach Triest. Bis 1800 blieb sie im Mittelmeer.
Nach dem französischen Einmarsch in Portugal gehörte die Rainha de Portugal im Jahr 1807 zur portugiesischen Flotte aus 28 Kriegsschiffen, die den König mitsamt Hof ab 27. November des Jahres nach Brasilien brachte. Das Schiff blieb zunächst in Brasilien und nahm – wie die gesamte portugiesische Flotte – an keinen weiteren Kampfhandlungen in diesem Krieg mehr teil.
Während des portugiesischen Bürgerkriegs zwischen Liberalen und Absolutisten, dem Miguelistenkrieg, nahm die Rainha de Portugal am 5. Juli 1833 auf Seiten der absolutistischen Streitkräfte an der Seeschlacht bei Kap St. Vincent teil. Wie alle vier Linienschiffe wurde sie von den Liberalen unter der Führung des britischen Admirals Charles John Napier erobert. Noch im selben Jahr wurde sie in Erinnerung an den Sieg in Cabo de São Vicente umbenannt und wurde im Folgejahr aus dem aktiven Dienst genommen.
In der darauffolgenden Zeit wurde sie als Hospitalschiff genutzt und war Hulk. 1848 wurde sie wegen Unbrauchbarkeit aus dem Flottenregister gestrichen und zum Abbruch freigegeben, der am 13. September 1849 begann.

## Technische Beschreibung
Die Rainha de Portugal war als Batterieschiff mit zwei durchgehenden Geschützdecks konzipiert und hatte eine Länge von 55,57 Meter, eine Breite von 14,48 Meter und einen Tiefgang von 10,36 Meter bei einer Verdrängung von 3000 Tonnen. Sie war ein Rahsegler mit drei Masten (Fockmast, Großmast und Kreuzmast). Der Rumpf schloss im Heckbereich mit einem Heckspiegel, in den Galerien integriert waren, die in die seitlich angebrachten Seitengalerien mündeten.
Die Besatzung hatte eine Stärke von 669 Mann. Die Bewaffnung bestand bei Indienststellung aus 80 Kanonen, davon 28 × 36-Pfünder auf dem unteren Batteriedeck, 28 × 24-Pfünder auf dem oberen Batteriedeck, 8 × 24-Pfünder auf dem Backdeck sowie 16 × 12-Pfünder auf dem Achterdeck. Das Geschossgewicht betrug 468 Kilogramm. Die Zusammensetzung der Bewaffnung änderte sich im Laufe ihrer Dienstzeit. 1808 bzw. nach anderen Angaben 1833 waren dies 2 × 48-Pfünder Karronaden, 12 × 24-Pfünder und 60 × 18-Pfünder mit einem Geschossgewicht von 332 Kilogramm.